# Basil McKinney
Basil Herbert McKinney (ur. 21 czerwca 1912 w Nassau, zm. w 1969 tamże) – bahamski polityk i żeglarz.

## Życiorys
Był synem Herberta McKinneya, spadkobiercy majątku firmy, będącej największym dystrybutorem narzędzi na wyspie New Providence. Edukację odbierał w Anglii. W 1935 roku został najmłodszym deputowanym do bahamskiej Izby Zgromadzenia (reprezentował okręg wyborczy składający się z wysp Andros i Berry). W 1949 roku nadal był jej członkiem. W 1953 roku zasiadał w krajowej radzie doradczej ds. turystyki.
W 1944 roku, uczestnicząc w wyścigach łodzi na jeziorze Michigan, został aresztowany przez amerykańską policję. Był jedną z 16 osób wytypowanych przez Biuro Federalne ds. Narkotyków w Nowym Jorku. Zgodnie z aktem oskarżenia, już w 1940 roku miał współpracować z gangsterami z Miami i Nowego Jorku, i uczestniczyć w przemycie narkotyków (głównie morfiny) z Bahamów do Stanów Zjednoczonych. Nie przyznał się do winy – finalnie został zwolniony z aresztu po opłaceniu kaucji w wysokości 2500 dolarów. W 1940 roku został tymczasowo aresztowany w Kalifornii za jazdę pod wpływem alkoholu, przekroczenie prędkości i ucieczkę z miejsca wypadku.
Wziął udział w Letnich Igrzyskach Olimpijskich 1952. Wystartował w klasie 5.5, zajmując 15. miejsce. Z załogantami wyprzedził wyłącznie ekipę radziecką (oprócz niego drużynę stanowili: Basil Kelly, Don Pritchard i Godfrey Higgs).
Jego żoną była dziennikarka Tomasina Fountain.